# Reconsider/Reconstruct
Reconsider/Reconstruct är Within Reachs tredje EP, utgiven 1999.

## Låtlista[1]
1. "Reconsider/Reconstruct" - 1:36
2. "My Intentions" - 2:00
3. "For Me" - 1:43
4. "Aim" - 2:41
5. "Enemy" - 2:37
6. "What's Left Now?" - 2:24
7. "Vultures" - 6:53

## Personal[1]
- Björn Hahne - gitarr
- Fredrik Brolin - formgivning
- Jocke Eriksson - trummor
- Macke Olsson - munspel (spår 6)
- Magnus Brolin - bas
- Magnus Törnkvist - sång
- Mieszko Talarczyk - inspelningstekniker, sång (spår 2)
- Mathias Färm - inspelningstekniker
- Peter in de Betou - mastering
- P-O Saether - inspelningstekniker
- Robin Sundkvist - gitarr